# Pjotr Kropotkin
Pjotr Aleksejevič Kropotkin (ruski: Пётр Алексеевич Кропоткин; Moskva, 9. prosinca 1842. – Dmitrov, 8. veljače 1921.), ruski intelektualac, zemljopisac i istraživač.
Jedan je od osnivača anarhizma. Njegova politička teorija zvala se anarhistički komunizam.

## Vanjske poveznice
- Životopis na stranici Centra za anarhističke studije  Arhivirana inačica izvorne stranice od 23. studenoga 2010. (Wayback Machine)